# Joaquim Assis
Joaquim Assis (Rio de Janeiro, 25 de junho de 1934) é um cineasta, escritor, ator, compositor, diretor, produtor e roteirista brasileiro. 

## Biografia
Começou em cinema em Todas as Mulheres do Mundo, de Domingos de Oliveira, com o qual recebeu prêmio de Montagem, junto com Nazareth Ohana. Realizou os premiados O Xente, Pois Não!, Som e Forma (Margarida de Prata da CNBB, entre outros). Levou o Kikito de Melhor roteiro por For All - O Trampolim da Vitória, Os Melhores Anos de Nossas Vidas, com Domingos Oliveira e Lenita Plonczinski, também escreveu Villa Lobos, uma Vida de Paixão.
Foi colaborador na TV Record nas novelas Dona Xepa (2013), Ribeirão do Tempo, Vidas Opostas, Os Dez Mandamentos, O Rico e Lázaro, Jesus e no seriado A Lei e o Crime. Na TV Globo, colaborou em Roque Santeiro, além de escrever diversos especiais. Membro fundador da ARTV.
Em 2002 atuou em O Casal dos Olhos Doces, curta-metragem com 9 minutos de duração.